# 2-fenilhexano
El 2-fenilhexano es un hidrocarburo aromático. Se puede producir mediante una alquilación de Friedel-Crafts entre 1-clorohexano y benceno, o por la reacción de benceno y 1-hexeno con diversos catalizadores ácidos como pentafluoruro de antimonio, triflato de escandio (III), y ácido fosfórico.
Existen 2 isómeros: 
- (R)-2-Fenilhexano.
- (S)-2-Fenilhexano.